# Рендзіни (гміна)
Гміна Рендзіни (пол. Gmina Rędziny) — сільська гміна у південній Польщі. Належить до Ченстоховського повіту Сілезького воєводства.
Станом на 31 грудня 2011 у гміні проживало 10040 осіб.

## Територія
Згідно з даними за 2007 рік площа гміни становила 41.36 км², у тому числі:
- орні землі: 77.00%
- ліси: 2.00%

Таким чином, площа гміни становить 2.72% площі повіту.

## Населення
Станом на 31 грудня 2011:
| Опис     | Загалом | Загалом | Чоловіки | Чоловіки | Жінки | Жінки |
| -------- | ------- | ------- | -------- | -------- | ----- | ----- |
| одиниця  | осіб    | %       | осіб     | %        | осіб  | %     |
| все      | 10040   | 100     | 4908     | 48.88    | 5132  | 51.12 |
| міське   | 0       | 100     | 0        |          | 0     |       |
| сільське | 10040   | 100     | 4908     | 48.88    | 5132  | 51.12 |

## Сусідні гміни
Гміна Рендзіни межує з такими гмінами: Кломніце, Миканув, Мстув.